# Trágala, perro
Trágala, perro és una pel·lícula dramàtica espanyola escrita i dirigida per Antonio Artero en 1981. L'argument està basat en el procés judicial que va provocar l'aparició dels estigmes a María Rafaela Quiroga, més coneguda com a Sor Patrocinio, que arribaria a ser consellera d'Isabel II d'Espanya.

## Argument
"Con el trágala, trágala, trágala... Con el trágala, trágala, perro!" era la tornada d'una tonada a la qual se li posaven lletres diferents, en general satíriques, i que cantaven els captaires per les places i mercats de Madrid, cap l'últim terç del segle xix, a fi de rebre unes monedes de l'auditori... Estem en els convulsos temps de la 1a República Espanyola, dies per a revolucions i, també, per a miracles, per a clericals i per als disposats a la crema dels convents... A La monja de las llagas (Amparo Muñoz), enclaustrada en un convent de Madrid, un dia li apareixen els "estigmes" de Crist, primer a les mans i peus... Després en el costat... Credulitat en uns i sospites en uns altres.

## Repartiment
- Amparo Muñoz - Sor Patrocinio
- Fernando Rey - Jutge
- Lola Gaos - Mare Superiora
- Cecilia Roth - Micaela
- Luis Ciges - Cel·lador
- Tina Sáinz - Sor Vicenta
- Antonio Gamero - Secretari del Jutge
- Luis Suárez - Don Manuel

## Recepció
Fou mal acollida per la crítica i el públic, tot i que fou exhibida com a part de la secció oficial al Festival Internacional de Cinema de Sant Sebastià 1981.